# Antonyivkai közúti híd
Az Antonyivkai közúti híd (ukránul: Антонівський автомобільний міст, magyar átírásban: Antonyivszkij avtomobilnij miszt) esetenként Herszoni híd (Херсонський міст) a Dnyeperen átvezető közúti híd Ukrajnában, amely a Herszoni területnek a folyó által elválasztott két része között biztosít közúti kapcsolatot. A híd a Herszonnal határos Antonyivka városi jellegű településnél található. 1985. december 24-én nyitották meg. A hídon vezet keresztül az Ukrajna déli részén, Odessza és Novoazovszk között haladó M14 főút. A 31 pilléren álló híd teljes hossza 1366 m, szélessége 25 m. A hídon 2×2 forgalmi sáv vezet át, valamint mindkét oldalon 1,5 m szélességű járda található.
A híd 2022. február 25-én orosz ellenőrzés alá került. Az Ukrán Fegyveres Erők 2022 júliusától több rakétatámadást hajtott végre a híd ellen, az augusztus 22-i támadásban a híd egy része megsemmisült.

## Története

### Előzmények
A személy- és áruforgalom növekedése miatt már a 20. század elején felmerült egy híd építésének a szükségessége a Dnyeperen Herszon környékén, ahol addig csak hajóval lehetett megoldani az átkelést és az áruszállítást. Abban az időben a Dnyeper bal partján fekvő Oleski és Hola-Prisztany között képzelték el a hidat. Az első világháború, majd az 1917-es forradalmak és a polgárháború miatt a hídépítés nem indulhatott el.

### Vasúti híd
A szovjet időszakban újra napirendre került a Dnyeperen átvezető híd építésének terve. 1939-ben Antonyivkától 6 km-re délre kezdték meg egy vasúti híd építését, ami azonban két év múlva, a Szovjetunió elleni német támadás miatt leállt. Ezt a félbemaradt hídépítést a német hadsereg folytatta, amely a Krímet és a Kaukázust elfoglaló német csapatok utánpótlásának biztosításához 1943 tavaszán a szovjet időszakban megépített töltéseket és alagutakat felhasználva elkezdte az építkezést. A nagyrészt hadifoglyokkal épített 2 km hosszú, a víz felett 10 m-es magasságban vezető híd 8 hónap alatt készült el és 1943. november 2-án nyitották meg. A híd azonban csak 50 napig állt, a bal parti részét a szovjet csapatok 1943. december 18-án felrobbantották. A vasúti hidat később újjáépítették, majd 1954-ben nyitották meg.

### Közúti híd
A vasúti híd megnyitása azonban nem oldotta meg az egyre nagyobb népességű és növekvő Herszont érintő közúti forgalom problémáját. Ezen csak némileg enyhített az 1956-ban átadott Kahovkai vízerőmű, amelynek gátján közutat alakítottak ki. Ez azonban szűk volt és Herszontól jelentős kitérőt jelentett. Herszon közelében, Hola Prisztanynál pedig csak kompos átkelés volt a Dnyeperen.
Az 1970-es években, amikor az M14-es főút Herszont elkerülő szakaszát tervezték, akkor került napirendre a folyó két partját a város mellett, Antonyivkánál összekötő közúti híd terve. 1977 elején kezdődtek el az előkészítő munkálatok, majd még annak az évnek májusában a tényleges építkezés. A híd építése nyolc évig tartott. 1985. december 21-én tartották a híd terhelési próbáit, amikor 55 homokkal megrakott Kamaz teherautó gördült át rajta. A terhelési próba után három nappal, 1985. december 24-én megnyitották a hidat a forgalom előtt.

### A 2022-es orosz–ukrán háború
A hidat a 2022-es Ukrajna elleni orosz invázió második napján, február 25-én foglalták el az orosz csapatok. A híd fontos szerepet játszik a Herszoni területnek a Dnyeper jobb partján lévő, orosz ellenőrzés alatt lévő részének logisztikai biztosításában. A hidat július második felében több ukrán rakétatámadás érte. Az első támadást július 19-én hajtották végre a híd ellen HIMARS tüzérségi rendszerrel, majd július 26-án újabb rakétatámadás történt. A megrongálódott hidat emiatt a gyalogosforgalom elől lezárták és a híd teherautókkal sem járható.
2022. augusztus 22-én újabb ukrán rakétatámadás érte a hidat, aminek következtében a hídszerkezet egy szakasza megsemmisült, a híd használhatatlanná vált. Az ukrán rakétatámadás idején éppen lőszert szállító orosz teherautók haladtak át a hídon.
A 2022. novemberi 11-én megjelent fényképek szerint a Dnyeper bal partján lévő hídfő közelében két hídelemet teljesen felrobbantottak a Herszoni terület nyugati részéről kivonuló orosz csapatok.

## Lásd még
- Antonyivkai vasúti híd
- Herszoni csata